# Nefertkau III
Nefertkau III (Nfr.t k3.w) va ser una princesa egípcia de la IV Dinastia. Possiblement era filla de Meresankh II i Horbaef. Si és així, era neta del rei Khufu. Baud ha proposat que Nefertkau fos una filla de Khufu.
Nefertkau tenia els títols de Filla del Rei del seu cos i Sacerdotessa de Neith, segons es pot saber gràcies a una escena de la capella de la seva tomba. Estava casada amb un funcionari anomenat Iynefer. Nefertkau i Iynefer van tenir una filla també anomenada Nefertkau i dos o tres fills. Strudwick ha suggerit que Iynefer podria haver estat un fill de Khufu. Segons la interpretació de les relacions familiars, Nefertkau podira haver-se casat tant amb el seu oncle com amb el seu germà.

## Tomba
Nefertkau i Iynefer van ser enterrats a la tomba G 7820, que forma part d'una doble mastaba. La tomba es troba al camp oriental de la necròpolis de Guiza.

### Capella
Les escenes mostren Nefertkau III i el seu marit. En una escena s'hi mostra una nena petita entre els seus pares amb la inscripció "la seva filla Nefertkau". A la mateixa escena hi ha un nen petit davant del seu pare, però no s'hi registra cap nom. En una altra escena s'hi representen dos nens petits i un home una mica més gran amb Iynefer. Els dos nens petits són fills i la figura més gran pot ser una representació del seu fill gran.

### Fosses funeraris
S'hi van construir dues fosses funeraris. Es creu que el marit va ser enterrat a la fossa etiquetat com a G 7820A, mentre que Nefertkau probablement va ser enterrada a la fossa G 7820B. A la G 7820A no s'hi van trobar rastres de cap fèretre i no hi havia cap pou canopi ni un recés. A G 7820B tampoc no s'hi van trobar rastres de cap fèretre, però hi havia un pou canopi a l'angle sud-est de la cambra funerària.